# 小行星5568
小行星5568（英語：5568 Mufson）是一颗围绕太阳公转的小行星。1953年10月14日，印第安纳大学在摩根县发现了此天体。
这颗小行星的绝对星等为241.5175322340581等。